# توکای پشت‌خاکستری
توکای پشت‌خاکستری (نام علمی: Turdus hortulorum) گونه‌ای از پرندگان خانواده توکایان است که در شمال شرق چین و خاور دور روسیه و زادآوری می‌کند و زمستان‌ها در جنوب چین و شمال ویتنام را می‌گذراند. زیستگاه طبیعی آن جنگل‌های معتدل است. یک جفت پرورش‌یافته در اسارت پنج تخم گذاشت که ۱۴ روز پس از تخم‌گذاری اولین تخم از تخم بیرون آمدند. جوان ۱۲ روز پس از لانه خارج شد.